# Stadion Am Lindenbruch
Das Stadion Am Lindenbruch war zwischen 1931 und 2018 ein Fußballstadion im Essener Stadtteil Katernberg.

## Lage und Ausstattung
Das Stadion liegt im Norden der Stadt Essen an der Gelsenkirchener Straße. Es hatte zuletzt eine Kapazität von 11.000 Zuschauern. Einst konnten bis zu 25.000 Zuschauer die Spiele im Stadion verfolgen. Später war das Stadion Am Lindenbruch ein reines Fußballstadion mit einer Spielfläche aus Asche.

## Geschichte
Das Stadion Am Lindenbruch wurde im Jahre 1931 erbaut und war die Heimspielstätte der Sportfreunde Katernberg. Es wurde von der Bevölkerung aus dem Umfeld der Zeche Zollverein erbaut. Durch die Nähe der Zuschauerränge zum Spielfeld war das Katernberger Stadion bei den gegnerischen Mannschaften gefürchtet. Laut Heinz Flotho vom STV Horst-Emscher „schlug den Spielern schon beim Verlassen der Kabine der nackte Hass entgegen“. Julius Ludorf von der SpVgg Erkenschwick vertrat die Meinung, dass „man für einen Sieg in Katernberg eigentlich drei Punkte erhalten sollte. Einen für die Nerven“.
Im Jahre 1947 gehörten die Sportfreunde Katernberg zu den Gründungsmitgliedern der seinerzeit erstklassigen Oberliga West und wurden in der Saison 1947/48 auf Anhieb Vizemeister. Beim 2:0-Sieg gegen den FC Schalke 04 vor 14.000 Zuschauern war das Stadion ausverkauft. Zur folgenden Saison 1948/49 erhielt das Stadion eine Spielfläche aus Naturrasen und wurde auf 25.000 Plätze ausgebaut. Der Rasen beeinträchtigte die Heimstärke der Katernberger, die am Saisonende als Tabellenletzter absteigen mussten. Die Mannschaft schaffte den sofortigen Wiederaufstieg, musste aber 1953 erneut aus der höchsten Spielklasse absteigen. Zwischenzeitlich wechselte der spätere Nationalspieler Helmut Rahn für 7000 D-Mark zu Rot-Weiss Essen.
Mit der Ablösesumme errichtete der Verein hinter der Beisener Kurve einen Bretterzaun, um zu verhindern, dass Zuschauer von dort aus die Heimspiele verfolgen, ohne Eintritt zu bezahlen. Das Bauwerk wurde im Volksmund als Helmut Rahn sein Zaun bezeichnet. Am 17. Februar 1952 wurde am Lindenbruch der Zuschauerrekord aufgestellt, als 23.000 Zuschauer das Oberligaspiel zwischen den Sportfreunden Katernberg und Rot-Weiss Essen sahen. Das Stadion Am Lindenbruch war 1976 ein Drehort des Fernsehkrimis Tatort: Fortuna III. Für die Dreharbeiten wurde an der Westseite eine hölzerne Trbüne errichtet, die mehrere Jahre genutzt wurde, ehe sie wegen Baufälligkeit abgerissen wurde. Im Jahre 1982 übernahm es die Stadt Essen. Der Naturrasen wurde zwischenzeitlich wieder durch einen Ascheplatz ersetzt.
Am 26. Mai 2018 wurde der Spielbetrieb im Stadion Am Lindenbruch eingestellt; seitdem verfällt das Gelände.